# Barbara Bodichon
Barbara Leigh Smith Bodichon (Watlington, Norfolk, 8 de abril de 1827 – Robertsbridge, Sussex, 11 de junho de 1891) foi uma educadora e artista inglesa, uma das principais feministas do século XIX e ativista dos direitos das mulheres. Publicou seu influente Brief Summary of the Laws of England concerning Women em 1854. Cofundadora do English Woman's Journal em 1858.

## Infância
Barbara era a filha extraconjugal de Anne Longden, uma modista de vinte e cinco anos de idade de Alfreton, e de Benjamin Leigh Smith (1783-1860), o único filho do sexo masculino de um deputado do Parlamento inglês, que foi posteriormente, também assim como seu pai, deputado do partido Radical por Norwich. Benjamin (Ben) tinha quatro irmãs. Uma delas, Frances ("Fanny") (1789–1880), casou com um membro da família Nightingale e teve uma filha, Florence Nightingale; outra se casou com um membro da família Bonham Carter. O pai de Ben queria que ele se casasse com Mary Shore, a irmã do seu cunhado William Nightingale (1794–1874).
A casa de Ben Smith ficava em Marylebone, Londres, mas em 1816 ele herdou e comprou propriedades perto de Hastings: a Brown's Farm perto de Robertsbridge, com uma casa construída por volta de 1700 (ainda existente), e a Crowham Manor, em Westfield, que possuía 0,81 km2. Apesar de ser um membro da aristocracia rural, Smith tinha pontos de vista radicais. Era um dissidente da religião estatal, um unitarista, um defensor do livre comércio, e um benfeitor para os pobres. Em 1826 pagou o custo da construção de uma escola para os pobres do centro de Londres, em Vincent Square, Westminster, e dava um centavo por semana para cada criança ali matriculada, o mesmo montante que pagava a seus pais.
Em uma visita a sua irmã em Derbyshire em 1826, Smith conheceu Anne Smith, uma modista de Alfreton. Ela ficou grávida e Smith levou-a para um alojamento alugado em Whatlington, uma pequena aldeia perto de Battle, East Sussex. Lá, ela viveu como 'Sra. Leigh', o sobrenome das relações de Ben Smith na Ilha de Wight. O nascimento de Barbara originou um escândalo porque o casal não era casado. Smith saía todos os dias a cavalo da Brown's Farm para visitá-las, e depois de oito semanas Anne engravidou novamente. Quando o pequeno Ben nasceu, os quatro viajaram para a América do Norte e lá permaneceram por dois anos, período em que outra criança foi concebida. Em seu retorno à Sussex viveram abertamente juntos na Brown's Farm, e tiveram mais dois filhos. Depois que seu último filho nasceu, em 1833, Anne ficou doente com tuberculose e Smith alugou uma casa na 9 Pelham Crescent, que ficava de frente para o mar em Hastings; as propriedades saudáveis do ar marinho eram altamente recomendadas na época. Uma mulher local, Hannah Walker, foi empregada para cuidar das crianças. Anne não se recuperou e então Smith levou-a para Ryde, na Ilha de Wight, onde morreu em 1834, quando Barbara tinha apenas sete anos de idade.

## Vida adulta
Logo de criança Barbara demonstrou uma força de caráter e catolicidade de simpatia que mais tarde deu-lhe um lugar de destaque entre os filantropos e assistentes sociais. Ela e um grupo de amigas começaram a reunir-se regularmente durante a década de 1850, em Langham Place, em Londres para discutirem os direitos das mulheres, e ficaram conhecidas como "The Ladies of Langham Place". Este se tornou um dos primeiros movimentos organizados de mulheres da Grã-Bretanha. Elas levaram a cabo muitas causas vigorosamente, incluindo a sua Comissão de Propriedade das Mulheres Casadas. Em 1854 ela publicou seu Brief Summary of the Laws of England concerning Women, que teve um efeito útil para ajudar na aprovação do Ato de Propriedade das Mulheres Casadas de 1882. Durante este período, se tornou amiga íntima da artista Anna Mary Howitt, com quem se encontrou em várias ocasiões.
Em 1857, se casou com um eminente médico francês, Dr. Eugene Bodichon, e, apesar de viver muitos anos em Argel, continuou a liderar os movimentos que tinha iniciado em nome das inglesas.
Em 1858, criou o English Woman's Journal como um órgão para discutir diretamente o emprego e as questões de igualdade com relação às mulheres, no emprego industrial intelectual ou manual, na expansão de oportunidades de emprego, e na reforma das leis referentes aos sexos.
Em 1866, cooperando com Emily Davies, amadureceu um esquema para a extensão do ensino universitário para as mulheres, e a primeira pequena experiência em Hitchin desenvolvida no Girton College, Cambridge, para o qual Madame Bodichon doou liberalmente seu tempo e dinheiro.
Com todos o seu interesse público, encontrava ainda tempo para a sociedade e sua arte favorita da pintura. Estudou com William Holman Hunt, e suas aquarelas, exibidas no Salão, na Real Academia e em outros lugares, mostraram grande originalidade e talento, e foram admiradas por Jean-Baptiste Camille Corot e Charles-François Daubigny. Seu salão de Londres atraía muitas das celebridades literárias e artísticas de sua época; era a amiga mais íntima de George Eliot, e, segundo ela, a primeira a reconhecer a autoria do romance Adam Bede. Sua aparência pessoal é dito ser descrito na de Romola. Madame Bodichon morreu em Robertsbridge, Sussex, em 11 de junho de 1891.
Foi uma unitarista que escreveu sobre Theodore Parker: Ele orou ao Criador, à Mãe infinita de todos nós (sempre usando Mãe, ou invés de Pai nesta oração). Foi a oração entre todas que eu já ouvi na minha vida que foi a mais verdadeira para a minha alma individual.

## Reforma de seu túmulo
Em 2007 a ativista britânica de direitos iguais e feminista Lesley Abdela se deparou com o túmulo de Barbara Bodichon. A sepultura estava em um  estreito adro em Brightling, East Sussex, cerca de 80 km de Londres, em um estado de total abandono, sua grades enferrujadas e se rompendo e a inscrição no túmulo quase ilegível. A historiadora Dra. Judith Rowbotham da Nottingham Trent University lançou um apelo por fundos para restaurar o túmulo e seus arredores. Foi levantado £ 1 000 e sob a supervisão da Sra. Irene Baker, Secretária do Conselho Paroquial da Igreja de Brightling este dinheiro já foi usado para reparar a balaustrada e pintá-la, e limpar o túmulo de granito. O túmulo e seus arredores estão agora muito cuidados, como  deve ter sido mais de um século atrás.

## Leituras adicionais
- Sheila R. Herstein (1985). A mid-Victorian feminist, Barbara Leigh Smith Bodichon. New Haven: Yale University Press. isbn 0-300-03317-6
- Pamela Hirsch (1998). Barbara Leigh Smith Bodichon: Feminist, Artist and Rebel. Londres: Chatto & Windus. isbn 0-7011-6797-1
- Stephen Lingwood (2008). The Unitarian Life: Voices from the Past and Present. Londres: Lindsey Press. isbn 978-0-85319-076-9
- Jan Marsh; Pamela Gerrish Nunn (1998). Pre-Raphaelite Women Artists. Londres: Thames & Hudson. isbn 0-500-28104-1
- Matthews, Jacquie. Barbara Bodichon: Integrity in diversity (1827-1891) em Spender, Dale (ed.) Feminist theorists: Three centuries of key women thinkers, Pantheon 1983, pp. 90-123 ISBN 0-394-53438-7